# Умбозеро
Умбо́зеро (Умбъявр, Умпъявр) — озеро в центральной части Кольского полуострова, располагается на территории Ловозерского района и муниципального округа Кировск Мурманской области России. Площадь поверхности — 422 км². Высота над уровнем моря — 151 м.
Расположено между Хибинами на западе и Ловозерскими Тундрами на востоке. В пределах озера расположено несколько островов, самые крупные из них — остров Морошкин, остров Большой, остров Еловый и Сарвановский. Саамское название — Умпъявр (Умбъявр), что означает «закрытое озеро», то есть со всех сторон окружённое горами.

## Гидрография
Колебания уровня воды от максимума в июле до минимума в мае составляет 1,2 метра. Замерзает в конце октября — декабре, вскрывается в конце мая — июне. Умбозеро — самое глубокое озеро на Кольском полуострове. Местами его глубина достигает 115 метров. С севера в озеро впадают реки Чуда и Сура, с востока — Кица, на юге из озера вытекает река Умба.
Объём воды — 4,7 км³. Площадь водосбора — 2131 км².
До северного берега Умбозера можно добраться автомобилем от посёлка Ревда. На южный берег можно попасть автомобильным транспортом из города Кировск.

## Хозяйственное значение
Рыболовство (форель, щука, голец, ряпушка и др.).